# Patagonia Radio
Patagonia Radio es la primera radioemisora multimedia de la región de Los Lagos integrando Televisión por Cable, FM y plataformas digitales - OnLine, Aplicación Móvil y Redes Sociales - y una de las primeras emisoras de este tipo en Chile. 
Su historia se remonta al año 2007, cuando nace como un proyecto de emisora multiseñal a través de internet. Sin embargo este se mantuvo al aire hasta el año 2011. Ante el naciente desarrollo tecnológico y conceptual de las denominadas, radios multimedia, Patagonia Radio, retomó el proyecto implementando uno de los primeros sistemas de radio visual de Chile en abril de 2015. Incorporando tecnología de vanguardia y adaptando sus estudios para crear lo que sería la primera emisora de este tipo.
El primer paso fue el lanzamiento de su señal de televisión por cable, la cual realizó una transmisión experimental entre los meses de julio a septiembre de 2015.
Su señal fue lanzada, iniciando sus emisiones de manera pública en septiembre de 2015 a través del Canal 51 de Telefónica del Sur -primer operador de la señal- luego, en diciembre de ese año, sumó como operador a la empresa GTD Manquehue, llegando de esta manera a la Región Metropolitana, siendo en la actualidad el único medio de comunicación de Puerto Montt en llegar en vivo y en directo hasta la capital chilena. En la actualidad Patagonia Radio llega con su señal de televisión a todo Chile. 
El 1 de junio de 2017, inauguró sus transmisiones en la FM 94.1 MHz (Ex Radio Universo, Vértice Radio y Radio Sago) en Puerto Montt.

## Cobertura
Frecuencia Modulada
94.1 FM: Puerto Montt y Puerto Varas
Televisión por cable
Canal 51: GTD Manquehue: Regiones Metropolitana, Tarapacá,  Antofagasta, Coquimbo, Valparaíso, O'Higgins
Canal 51: Telefónica del Sur:  Regiones: Maule, Ñuble, Biobio, La Araucanía, Los Ríos, Los Lagos y Aysén.
Canal 802: Patagonia IP / OnePlay: Región de Los Lagos (zonas rurales)
Televisión IP
Canal 178: ZappingTV: Todo Chile
Canal 51 GTD TV: Todo Chile
Otros sistemas de Televisión
Sistema ArtVisión 
Disponible en: Aeropuerto El Tepual Puerto Montt

## Programas radiales
- Desayuno a la Chilena
- Playlist AM
- #PatagoniaRadio
- Mascotas en el Aire
- Radioflix
- Noticias en Streaming
- Es Hora
- Me Entere por la Prensa
- Micrófono Abierto
- SuperHits Patagonia (continuidad musical)
- Un minuto para tu salud (microprograma)
- Patagonia Radio On The Road (microprograma)
- Flashback Patagonia Radio

## Programas de televisión
- Es hora
- Me enteré por la prensa
- Beat Mix
- SuperHits Patagonia
- Micrófono Abierto
- Playlist AM
- Hashtag Patagonia Radio

## Locutores
- Cristián Hurtado
- Mirtha Obando
- Jorge Aedo
- Carolina Avaria
- Cynthia Céspedes
- Carlos Muñoz
- Cristián "Chico" Pérez[1]

## Ex locutores
- Kate Baldovino
- Daniela Alonzo
- Carolina Ferrada
- Paula Zárate
- Priscilla Witzke
- Richard Mancilla
- Pedro Domínguez
- Alejandro Mieville
- Rosa Ricke
- Carlos Sepúlveda
- Felipe Soto Chace
- Francisco Olavarría